# Brużyca Wielka-Parcela
Brużyca Wielka-Parcela – część miasta Aleksandrowa Łódzkiego w województwie łódzkim, w powiecie zgierskim. Leży na północy miasta. Historycznie i przestrzennie związana z pobliską Brużycą Wielką.
1 stycznia 1988 wraz z Brużycą Wielką włączona do Aleksandrowa Łódzkiego.